# Tricoryne
Tricoryne je rod jednosupnica iz porodice čepljezovki. Postoji deset vrsta raširenih po Australiji, Novoj Gvineji i Tasmaniji.
Rod je opisan 1810.

## Vrste
1. Tricoryne anceps R.Br.
2. Tricoryne corynothecoides Keighery
3. Tricoryne elatior R.Br.
4. Tricoryne humilis Endl.
5. Tricoryne muricata Baker
6. Tricoryne platyptera Rchb.f.
7. Tricoryne simplex R.Br.
8. Tricoryne soullierae T.D.Macfarl. & Keighery
9. Tricoryne tenella R.Br.
10. Tricoryne tuberosa Keighery & T.D.Macfarl.